# Triangular Series in Bangladesch in der Saison 2008
Die Triangular Series in Bangladesch der Saison 2008 (auch Kitply Cup 2008) war ein Drei-Nationen-Turnier das vom 8. bis zum 14. Juni 2008 in Bangladesch im One-Day Cricket ausgetragen wurde. Bei dem zur internationalen Cricket-Saison 2008 gehörenden Turnier nahmen neben dem Gastgeber die Mannschaften aus Indien und Pakistan teil. Im Finale konnte sich Pakistan mit 25 Runs gegen Indien durchsetzen.

## Vorgeschichte
Für alle Mannschaften war es ein Vorbereitungsturnier für den Asia Cup 2008.

## Format
In einer Vorrunde spielte jede Mannschaft gegen jede einmal. Für einen Sieg gab es vier, für ein Unentschieden oder No Result 2 Punkte. Des Weiteren wurden Bonuspunkte vergeben. Die beiden Gruppenersten qualifizierten sich für das Finale und spielten dort um den Turniersieg.

## Stadion
Das folgende Stadion wurde für das Turnier als Austragungsort vorgesehen und am 7. April 2008 bekanntgegeben.
| Stadion                                | Stadt | Kapazität | Spiele            |
| -------------------------------------- | ----- | --------- | ----------------- |
| Sher-e-Bangla National Cricket Stadium | Dhaka | 26.000    | Vorrunde & Finale |

## Kaderlisten
Bangladesch benannte seinen Kader am 27. Mai 2008.
Indien benannte seinen Kader am 30. Mai 2008.
Pakistan benannte seinen Kader am 2. Juni 2008.
| ODI | ODI | ODI |
| Bangladesch | Indien | Pakistan |
| --- | --- | --- |
| - Mohammad Ashraful (K) - Abdur Razzak - Alok Kapali - Dolar Mahmud - Dhiman Ghosh - Farhad Reza - Junaid Siddique - Mahmudullah - Mashrafe Mortaza - Mehrab Hossain - Mosharraf Hossain - Mushfiqur Rahim (wk) - Nazimuddin - Raqibul Hasan - Rubel Hossain - Shahriar Nafees - Tamim Iqbal | - Mahendra Singh Dhoni (K & wk) - Piyush Chawla - Gautam Gambhir - Manpreet Gony - Praveen Kumar - Pragyan Ojah - Yusuf Pathan - Irfan Pathan - Suresh Raina - Virender Sehwag - Ishant Sharma - Rohit Sharma - Rudra Pratap Singh - Yuvraj Singh - Robin Uthappa | - Shoaib Malik (K) - Bazid Khan - Fawad Alam - Kamran Akmal (wk) - Misbah-ul-Haq - Mohammad Yousuf - Nasir Jamshed - Naumanullah - Rao Iftikhar - Salman Butt - Shahid Afridi - Sohail Khan - Sohail Tanvir - Umar Gul - Wahab Riaz - Younis Khan |

## Spiele

### Vorrunde
Tabelle
| Teams       | Sp. | S | N | U | R | NR | BP | Punkte | NRR    |
| ----------- | --- | - | - | - | - | -- | -- | ------ | ------ |
| Indien      | 2   | 2 | 0 | 0 | 0 | 0  | 2  | 10     | +2.373 |
| Pakistan    | 2   | 1 | 1 | 0 | 0 | 0  | 0  | 4      | −0.778 |
| Bangladesch | 2   | 0 | 2 | 0 | 0 | 0  | 0  | 0      | −1.769 |

Sieg: 4 Punkte; Remis: 2 Punkte
Spiele
| 8. Juni Scorecard | Dhaka | Sri Lanka 233 (39.4/40)      | – | Pakistan 163-8 (40/40) |
|                   |       | Pakistan gewinnt mit 70 Runs |   |                        |

| 10. Juni Scorecard | Dhaka | Indien 330-8 (50)           | – | Pakistan 190 (35.4) |
|                    |       | Indien gewinnt mit 140 Runs |   |                     |

| 12. Juni Scorecard | Dhaka | Bangladesch 222 (49.5)       | – | Indien 223-3 (35.1) |
|                    |       | Indien gewinnt mit 7 Wickets |   |                     |

### Finale
| 14. Juni Scorecard | Dhaka | Pakistan 315-3 (50)          | – | Indien 290 (48.2) |
|                    |       | Pakistan gewinnt mit 25 Runs |   |                   |